# 사양제
사양제(史良娣, 기원전 2세기? ~ 기원전 91년)는 전한의 추존 황제인 여황의 첩실이자 황후로 전한 선제의 조모이다. 노군(魯郡) 출신으로 모친은 정군(貞君), 오빠는 사공(史恭)이다. 양제는 이름이 아닌 품계이며 본명은 전해지지 않는다.
113년 선제의 부친인 유진을 낳았으며 무제조(武帝朝) 말기에 무고의 화로 부군인 여태자가 반란을 일으켰으나 참패하고 자살하자 사양제와 아들인 유진도 처형당했다. 홀로 살아남은 유진의 아들 황증손 유병이(선제)는 5살이 지나자 사면되었으며 사공의 손에 키워지게 되었다.
이후 유병이가 선제로 즉위하자 조모 사씨를 여후(戾后)로 추존하였다.

## 가족
- 부친: 불명
- 모친: 정군(貞君)
- 부군: 추존 황제 여황(戾皇)
- 아들: 추존 황제 도황(悼皇)
- 손자: 선제(宣帝)

## 참고
- 史良娣